# Cyclotelus hardyi
Cyclotelus hardyi är en tvåvingeart som först beskrevs av Cole 1960.  Cyclotelus hardyi ingår i släktet Cyclotelus och familjen stilettflugor.
Artens utbredningsområde är Texas. Inga underarter finns listade i Catalogue of Life.